# Cappella della Sacra Famiglia di Nazareth
Sacra Famiglia di Nazareth all'Esquilino é uma igreja de Roma, Itália, localizada no rione Esquilino, na via Machiavelli. É dedicada a Sagrada Família e igreja anexa da paróquia de Santi Marcellino e Pietro al Laterano. 
Esta capela é vizinha de Sant’Elena all’Esquilino, na mesma rua.

## História
Trata-se da capela conventual das Irmãs da Sagrada Família de Nazaré, uma congregação fundada em 1875 por uma expatriada polonesa chamada Beata Maria Siedliska. Sua intenção era servir aos seus compatriotas na mesma situação que ela, mas, depois, a ordem passou a ter um ministério independente na Polônia depois de 1920 e muitas freiras foram martirizadas durante a Segunda Guerra Mundial. A congregação é hoje mundial, mas continua baseada em Roma e este convento é a sede provincial (a sede geral está situada atualmente num edifício moderno na via Nazareth, 400, perto da via di Boccea).
A construção do convento começou em 1884 e terminou três anos depois. A capela não tem uma identidade arquitetural própria e somente a entrada principal do convento é notável. Acima de uma arco está o entablamento e uma protuberante cornija. Acima desta está uma luneta semicircular com um relevo da Sagrada Família.